# Pieter van der Sman
Pieter van der Sman is een Nederlands acteur. Hij studeerde in 1990 af aan Studio Herman Teirlinck te Antwerpen. Sinds 2001 is hij vast verbonden aan het Nationale Toneel. Eerder speelde hij onder andere bij KNS Antwerpen, bij het Noord Nederlands Toneel en bij Zuidelijk Toneel/Hollandia.
Bij het Nationale Toneel was hij onder meer te zien in De Vrek (regie: Karst Woudstra), Dood van een Handelsreiziger (regie: Hans Croiset), Oresteia, Othello en Hollandse Spoor (regie: Johan Doesburg), en Midzomernachtdroom (regie: Theu Boermans). In 2005 speelde hij een van de broers in Elementaire Deeltjes naar het boek van Michel Houellebecq. In Volkert & Mohammed speelde hij Volkert van der Graaf. 